# Rashpyli
Rashpyli (del ruso: Рашпыли) es un jútor del raión de Kalíninskaya del krai de Krasnodar de Rusia. Está situado en las llanuras de Kubán-Priazov, cerca de la orilla del limán Ponurski del río Ponura, un afluente del delta del río Kirpili,5 km al suroeste de Kalíninskaya y 54 km al noroeste de Krasnodar, la capital del krai. Tenía 52 habitantes en 2010.
Pertenece al municipio Dzhumailovskoye.